# Nicomache quadrispinata
Nicomache quadrispinata är en ringmaskart som beskrevs av Arwidsson 1906. Nicomache quadrispinata ingår i släktet Nicomache och familjen Maldanidae. Arten har ej påträffats i Sverige. Inga underarter finns listade i Catalogue of Life.